# Jogo do pau

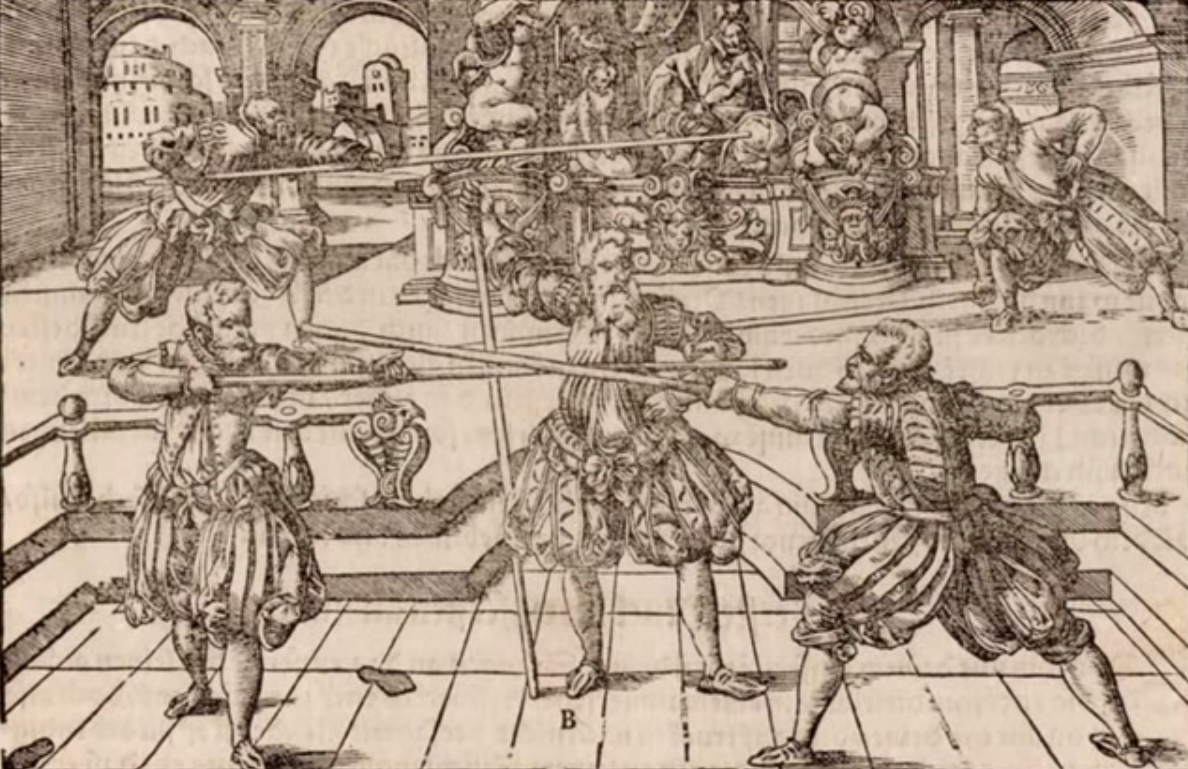
En illustration från 1500-talet över Jogo do pau-utövare

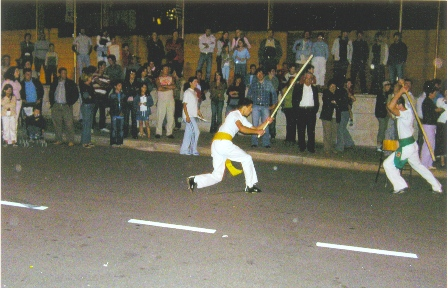
Moderna utövare

Jogo do pau (portugisiska för pinnfäktning) en portugisisk kampsport liksom självförsvarsteknik som använder sig av stavar eller pinnar. Stilen användes även som ett sätt att lösa dispyter liksom hedersfrågor familjer emellan. Fattiga soldater kunde även använda sig av stilen då de inte hade råd med bättre vapen. Stilen utvecklades i norra Portugal och tros ha inspirerats av indisk dans. Under 1900-talet tappade stilen i popularitet vilket delvis förklaras med den mer vanliga förekomsten av skjutvapen.